# Robinson 2021
Robinson 2021, också känt som Robinson Sverige, var den 20:e säsongen av Robinson. På grund av det dåvarande coronavirusutbrottet i Sverige spelades den in på ön Seskar-Furö (söder om Seskarö) i Haparanda skärgård och på ön Halsön-Kallskär i Kalix skärgård. Det var första gången som Robinson spelats in i Sverige, det var dessutom första gången överhuvudtaget i Europa. Säsongen sändes under våren 2021 på TV4 och avsnitten lades även upp på TV4 Play och C Mores streamingtjänst samma dagar. Programledare var återigen Anders Öfvergård. Programmet sändes som 51 avsnitt: 4 halvtimmesavsnitt måndag–torsdag varje vecka i 10 veckor och ett entimmesavsnitt söndag varje vecka i 11 veckor (totalt 40 halvtimmesavsnitt och 11 entimmesavsnitt). Robinson – Gränslandet visades som 15–20-minutersavsnitt måndag–torsdag från den 19 april till den 17–20 maj på TV4 Play, och varje söndag från den 25 april till den 23 maj på C Mores streamingtjänst och TV4 (totalt fem avsnitt). 20 deltagare tävlade i upp till 42 dagar om att vinna Robinson-statyetten och 500 000 kr. Vinnaren blev Dennis Johansson från Skellefteå som kom in som joker under fjärde dagen. Han var den första jokern någonsin som vunnit Robinson. Nytt för i år var att så kallade hemliga immuniteter delades ut, som innehavarna fram till örådet före finalveckan kunde välja att använda inför en rösträkning, och därmed ogiltigförklara eventuella röster man fått på sig. En annan nyhet var att lagkonstellationerna valdes om helt mitt under säsongen.

## Deltagare
TV4 avslöjade den 9 mars 2021 säsongens 12 startdeltagare som delades in i lag Syd och lag Nord. Alexander och Elias startade som mullvadar i lag Syd respektive lag Nord, vilket innebar att de tillhörde det motsatta laget fram till efter första Robinsontävlingen och blev immuna i första veckans öråd om de inte avslöjades som inte och blev därför immuna den första veckan om de inte avslöjades som mullvadar; båda klarade uppdraget. Alexander och Tova-Sophia diskades efter att ha ätit godis och mat från en livsmedelsaffär. Ludvig blev den första deltagaren i Robinsons historia att bli utröstad tre gånger innan denne tvingades lämna tävlingen. Tova-Sophia vann en hemlig immunitet i frälsarens dilemma men hann aldrig utnyttja den på grund av fusket som skickade hem henne. Även Olivia fick en hemlig immunitet efter att ha kommit tvåa i en pristävling och utnyttjade den först i örådet före finalveckan, det vill säga det sista möjliga örådet. Dag 20 tillkom fyra nya deltagare som fick kämpa om två kaptenspositioner, ett för respektive lag, och de två som vann tävlingen fick välja sina lag.
| Namn                        | Ålder | Ort             | Startdag | Lag 1 | Lag 2 | Slutplacering | Elimineringsdag |
| --------------------------- | ----- | --------------- | -------- | ----- | ----- | ------------- | --------------- |
| Alexander "Alex" Chennaoui  | 48    | Grödinge        | 1        | Nord  | -     | Diskad        | 31              |
| Andreas "Andy" Alseryd      | 45    | Obbola          | 1        | Nord  | Syd   | 4             | 41              |
| Anna Frycklund              | 54    | Västerås        | 20       | -     | -     | 13            | 23              |
| Annica Lundgren Frisk       | 54    | Stenkullen      | 1        | Syd   | Nord  | 7             | 39              |
| Annki "Ankan" Nilsson       | 55    | Nässjö          | 1        | Nord  | Nord  | 2             | 42              |
| Dennis Johansson            | 32    | Skellefteå      | 4        | Syd   | Syd   | 1             | Vinnare         |
| Elias Akyol                 | 26    | Göteborg        | 1        | Syd   | Nord  | 12            | 27              |
| Hayes Jemide                | 46    | Stockholm       | 1        | Syd   | -     | 17            | 11              |
| Joanna Swica                | 32    | Stockholm       | 4        | Syd   | Syd   | 2             | 42              |
| Johanna Thorén              | 20    | Lidingö/Florens | 1        | Nord  | Syd   | 10            | 37              |
| Lovisa Almén                | 29    | Göteborg        | 4        | Nord  | -     | 16            | 12              |
| Ludvig "Ludde" Andersson    | 21    | Skanör          | 1        | Nord  | Nord  | 5             | 41              |
| Michael Rud Dean            | 58    | Helsingborg     | 1        | Syd   | -     | 18            | 6               |
| Olivia Baldwin              | 25    | Stockholm       | 1        | Syd   | Nord  | 6             | 40              |
| Paul Michael Wrenkler       | 31    | Trångsund       | 4        | Nord  | -     | 14            | 20              |
| Rickard "Rille" Länta       | 52    | Jokkmokk        | 20       | -     | Syd   | 9             | 38              |
| Tova-Sophia Aronsson        | 35    | Onsala          | 1        | Nord  | -     | Diskad        | 31              |
| Viktoria Widelius           | 38    | Fjällbacka      | 1        | Syd   | -     | 15            | 15              |
| William "Wille" Seth Wenzel | 23    | Stockholm       | 20       | -     | Nord  | 8             | 38              |
| Wilma Wernersson            | 22    | Kalmar          | 20       | -     | -     | 11            | 34              |